# Armatocereus
Armatocereus Backeb., 1938 è un genere di piante della famiglia delle Cactacee.

## Distribuzione e habitat
Il genere è diffuso in Ecuador e Perù.

## Tassonomia
Comprende le seguenti specie:
- Armatocereus cartwrightianus Backeb.
- Armatocereus ghiesbreghtii (K.Schum.) F.Ritter
- Armatocereus godingianus (Britton & Rose) Backeb.
- Armatocereus laetus (Kunth) Backeb.
- Armatocereus matucanensis Backeb.
- Armatocereus procerus Rauh & Backeb.
- Armatocereus rauhii Backeb.
- Armatocereus riomajensis Rauh & Backeb.